# (36907) 2000 SX181
2000 SX181 (asteroide 36907) é um asteroide da cintura principal. Possui uma excentricidade de 0.17349240 e uma inclinação de 14.36059°.
Este asteroide foi descoberto no dia 19 de setembro de 2000 por NEAT em Haleakala.